# Tunggul Wulung Airport
Tunggul Wulung Airport (indonesiska: Lapangan Terbang Tunggulwulung) är en flygplats i Indonesien.   Den ligger i provinsen Jawa Tengah, i den västra delen av landet, 290 km sydost om huvudstaden Jakarta. Tunggul Wulung Airport ligger 26 meter över havet.
Terrängen runt Tunggul Wulung Airport är platt åt sydväst, men åt nordost är den kuperad.Runt Tunggul Wulung Airport är det mycket tätbefolkat, med 2 028 invånare per kvadratkilometer. Närmaste större samhälle är Wangon, 14,3 km norr om Tunggul Wulung Airport. I omgivningarna runt Tunggul Wulung Airport växer i huvudsak städsegrön lövskog.